# District de Thanh Oai

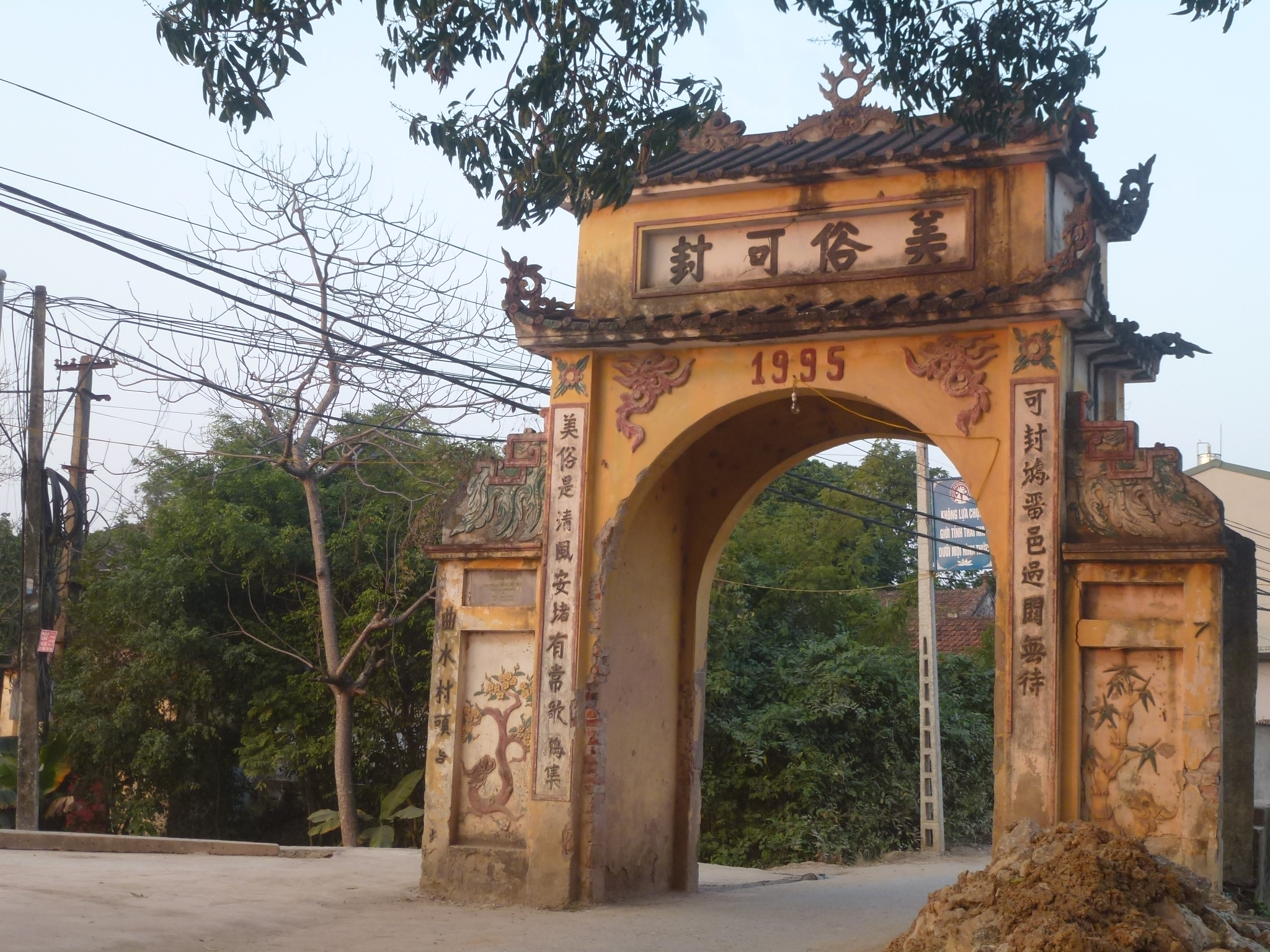
Portique sacré à Hanoï au Viêt Nam

Le district de Thanh Oai (vietnamien : Thanh Oai) est un district (Huyện) de la province de Hanoï dans la région du Delta du Fleuve Rouge au Viêt Nam.

## Description
Thach That faisait partie de la province de Hà Tây jusqu'à ce que celle-ci soit absorbée par Hanoï en 2008.